# Кондон, Джон
Джон Кондон (англ. John Condon; 28 февраля 1889 — 21 февраля 1919) — британский боксёр, серебряный призёр летних Олимпийских игр 1908.
На Играх 1908 в Лондоне Кондон соревновался в весовой категории до 52,6 кг. Дойдя финала, он занял второе место и выиграл серебряную медаль.
После Игр Кондон перешёл в профессионалы. Он выиграл две встречи, проиграл пять и одну довёл до ничьей.